# Campo de críquet Wanderers
El Campo de críquet Wanderers (en inglés: Wanderers Cricket Ground) es un campo de críquet en Windhoek, capital del país africano de Namibia. El primer partido registrado en el campo fue en 1990, cuando Namibia jugó contra el equipo de los Países Bajos. 
El espacio tuvo su primer partido de lista A en el Desafío 6 Naciones 2001/02 cuando Namibia jugó contra Sri Lanka. Hasta la fecha, el espacio ha celebrado 37 partidos de la Lista A. En 2004, el espacio celebró su primer partido de primera clase entre Namibia y Uganda, en la Copa Intercontinental 2004.